# دائرة عين بوسيف
دائرة عين بوسيف إحدى دوائر ولاية المدية الجزائرية . عاصمتها هي عين بوسيف وتضم بلديات : 
- عين بوسيف
- الكاف الأخضر
- سيدي دامد
- العوينات
- أولاد معرف
- وبالتالي هي أكبر بلدية على المستوى الوطني من حيث عدد البلديات.